# ساموئل موسبرگ
ساموئل موسبرگ (انگلیسی: Samuel Mosberg; ۱۴ ژوئن ۱۸۹۶ – ۳۰ اوت ۱۹۶۷) بوکسور اهل ایالات متحده آمریکا بود.